# Horákův buk
Horákův buk poblíž Lhot u Potštejna v okrese Rychnov nad Kněžnou (taky známý pod názvy Horákovský buk, Veliký buk nebo Buk hraběte Kinského) je starý mohutný památný strom. Svému vzrůstu a jedinečnosti vděčil nejen řadě příběhů, které se o něm vyprávějí, ale i ochraně již v polovině 19. století. Do svého zániku byl největším žijícím bukem České republiky.

## Základní údaje
- název: Horákův buk, Horákovský buk[3], Veliký buk[3], Buk hraběte Kinského[4]
- výška: 36 m (1940)[3], 37 m (1980)[1], 37 m (1993)[5]
- obvod: 650 cm (1916)[3], 720 cm (1940)[3], 750 cm (1980)[1], 750 cm (1993)[5]
- věk: 350-400 let (1940)[3]
- zdravotní stav: 4 (1993)[5]
- chráněn: v 19. století Kinskými, ve 20. stol. Pam. úřadem Praha, státem od 4. 12. 1980
- sanace: před rokem 1940
- souřadnice: 50°3'15.525"N, 16°17'8.675"E (poloha)

## Stav stromu a údržba
Ve 30. letech 20. století byl buk popisován jako 37 metrů vysoký, s obvodem 675 centimetrů, průměrem 215 centimetrů, plochou koruny 700 m² a dřevní hmotou 40 m³. O strom se starali Kinští, ve 40. letech (za Františka Kinského) byla koruna upevněna vazbou, trhliny v kořenech vyplombovány a plocha po odlomené větvi zakryta. Zdravotní stav byl vynikající.
V roce 1993 byl buk ještě živý, ale již chřadnul, v roce 2006 se rozlomil, zůstal jen pahýl kmene s poslední živou větví, která zanedlouho také odumřela. V roce 2009 je strom uváděn jako mrtvý.

## Historie a pověsti
Strom od původního vlastníka (místního rolníka) vykoupil hrabě Josef Kinský a zakázal jeho pokácení. Ferdinand d'Este prohlásil, že tento je ze všech buků, které za svůj život po Evropě viděl, vůbec tím nejkrásnějším.
Říká se, že o půlnoci k buku přibíhají tři psi a jen na hodinu se promění ve tři krásné panny. Prý to bylo prokletí-trest dcer pána z Valečova za to, že ubližovaly lidem. Příběh se ale vypráví různě: Zakletých panen z Valečova bylo 12, smečka psů je doprovázela a buk obcházely od jedenácté do půlnoci. Nebo snad panny byly jen dvě, přes den byly psi a přes noc lidmi... A prý se i nehezky mstily, zbloudilého kováře z Porub ztrestaly tak, že sotva domů dolezl.
Prokletí prý potrvá do zániku stromu. Strom již nežije, ale stále stojí. Jestli musí i padnout už pověst neuvádí. Také se ale povídalo, že zakleté panny zmizely, když lidé ke stromu na sloupek umístili svatý obrázek. Obrázek svatého Josefa tu býval, ale přímo na kmeni a na památku hraběte Josefa Kinského, který strom uchránil od zkázy.
Proč má buk přízvisko Kinského je z příběhů zřejmé, ale poněkud se vytratil původ přízviska Horákův. Mělo jít o tajného českého bratra, ale jak jeho osoba s bukem nebo místem souvisela, jasné není.

## Památné a významné stromy v okolí
- Svídnická borovice (6 km SZ)
- Erbenka (zaniklá borovice, 10 km SZ)

Památné stromy u Potštejna
- Potštejnská babyka (zanikla 8. 7. 1940)
- Hraniční buk Potštejn
- Lípy u kapličky (Brná)
- Buk u svatého Marka
- Lípy na hřbitově (Potštejn)
- Potštejnská hrušeň (zanikla)
- Stromy u svatého Vavřince (skupina jírovců a lip, 12 z původních 16)
- Dub u zámku
- Potštejnská alej (126 z původních 147 lip)